# Carabodes procerus
Carabodes procerus är en kvalsterart som beskrevs av H. Weigmann och Murvanidze 2003. Carabodes procerus ingår i släktet Carabodes och familjen Carabodidae. Inga underarter finns listade.